# 401820 Špilas
401820 Špilas è un asteroide della fascia principale. Scoperto nel 1996, presenta un'orbita caratterizzata da un semiasse maggiore pari a 2,7311877 au e da un'eccentricità di 0,3187927, inclinata di 8,27915° rispetto all'eclittica.